# Тербовен, Йозеф
Йозеф Антон Генрих Тербовен (нем. Josef Antonius Heinrich Terboven; 23 мая 1898[…], Эссен, Пруссия — 8 мая 1945, Скаугум, Акерсхус) — государственный, военный и партийный деятель Германии. Обергруппенфюрер СА (1936).

## Ранняя жизнь
Тербовен родился в Эссене, в семье мелкого помещика голландского происхождения. Фамилия происходит от нижненемецкого daar boven («там, наверху»), что означает усадьбу на холме. Йозеф Тербовен учился в народной школе и реальном училище в Эссене до 1915 года, а затем пошел добровольцем на военную службу во время Первой мировой войны. Он служил в девятом полку полевой артиллерии, а затем в зарождающихся военно-воздушных силах. Он был награждён Железным крестом 1-го и 2-го классов и получил звание лейтенанта, прежде чем был демобилизован 22 декабря 1918 года. Он изучал право и политологию в Мюнхенском университете и Фрайбургском университете, где впервые занялся политикой. Он бросил университет в 1922 году, не получив ученой степени, и выучился на банковского служащего в Эссене, проработав банковским клерком до июня 1925 года.

## Карьера в нацистской партии
Тербовен вступил в нацистскую партию в ноябре 1923 года с членским номером 25 247 и участвовал в неудавшемся пивном путче в Мюнхене. Когда впоследствии партия была объявлена вне закона, он продолжал работать в банке до тех пор, пока запрет не был снят в феврале 1925 года. В августе 1925 года Тербовен пошел работать на партию полный рабочий день, став главой небольшой нацистской газеты в Эссене. В это время он также основал Ortsgruppe (местную группу) в Эссене, став её первым ортсгруппенляйтером. Он также присоединился к штурмовым отрядам СА, став фюрером СА в Эссене. Официально вновь вступил в партию 15 декабря 1925 года. С 1927 по декабрь 1930 года Тербовен был редактором еженедельной нацистской газеты «Новый фронт: Еженедельный листок трудящихся». К 1927 году он дослужился до безирксляйтера (районного лидера) Эссенского округа в Гросгау Рура. На выборах 20 мая 1928 года Тербовен потерпел неудачу в своей попытке быть избранным в прусский ландтаг.
1 октября 1928 года после роспуска Гросгау Рурский округ Эссен стал независимой единицей, подчиненной центральной штаб-квартире партии в Мюнхене. Однако 1 августа 1930 года округ Эссен официально получил статус Гау, а Тербовен был назначен гауляйтером. Он сохранял бы этот пост на протяжении всего существования нацистского режима.

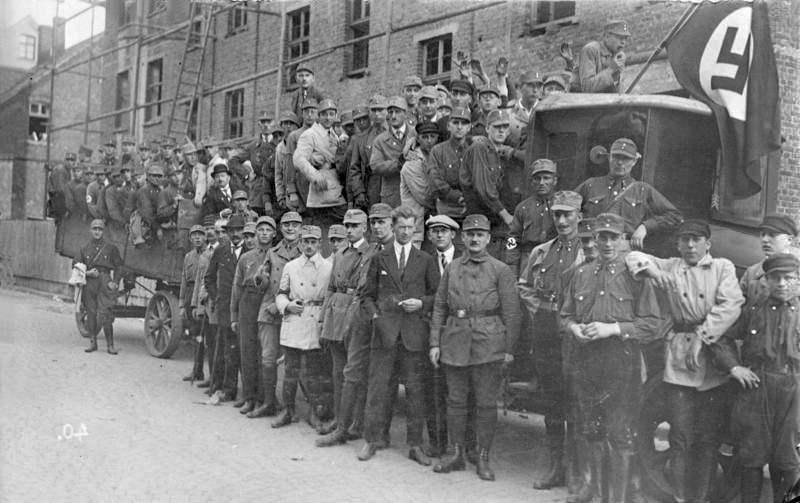
Йозеф Тербовен (в штатском) с штурмовиками СА во время поездки на съезд НСДАП в Веймаре, июль 1926 г.

В 1930 году Тербовен также стал членом городского совета Эссена и членом провинциального ландтага Рейнской провинции. 14 сентября 1930 года Тербовен был избран в рейхстаг от избирательного округа 23, Дюссельдорф-Запад; он был депутатом рейхстага до конца нацистского режима. С 15 декабря 1930 года Тербовен также был редактором National-Zeiting в Эссене.
После захвата власти нацистами Тербовен был произведен в группенфюреры СА 1 марта 1933 года и стал членом Государственного совета Пруссии 10 июля 1933 года. 28 июня 1934 года Тербовен женился на Ильзе Шталь, бывшей секретарше и любовнице Йозефа Геббельса. Адольф Гитлер был свидетелем на свадьбе и, находясь в Эссене, начал подготовку к Ночи длинных ножей. 5 февраля 1935 года Тербовен был назначен оберпрезидентом (верховным президентом) Рейнской провинции Пруссии, в которую входили Гау Эссен и три других Гауэ. Таким образом, он объединил под своим контролем высшие партийные и правительственные учреждения в пределах своей юрисдикции. 27 апреля 1935 года Тербовен получил Золотой партийный значок. Он был повышен в звании до обергруппенфюрера СА 9 ноября 1936 года. С началом войны 1 сентября 1939 года он был назначен комиссаром обороны рейха в Веркрайсе (военном округе) VI, в который входили его Гау вместе с Гау Дюссельдорф, Гау Кельн-Ахен, большая часть Гау Вестфалия-Север и Гау Вестфалия-Юг и часть Гау Везер-Эмс. 16 ноября 1942 года юрисдикция комиссаров обороны рейха была изменена с Веркрайс перешел на уровень Гау, а Тербовен остался комиссаром только своего Гау в Эссене.

## Рейхскомиссар Норвегии
Тербовен был назначен Рейхскомиссаром Норвегии 24 апреля 1940 года ещё до завершения военного вторжения 10 июня. В сентябре 1940 года он переехал в Скаугум, официальную резиденцию наследного принца Олава, и устроил свою штаб-квартиру в здании парламента Норвегии. Он не был ответственен ни перед кем, кроме Гитлера, и в нацистской правительственной иерархии его офис находился на том же уровне, что и министерства рейха. Тербовен считал себя практически автономным вице-королем с тем, что он называл «безграничной властью командования». Его концепция своей роли привела к тому, что он пытался игнорировать любые директивы, не изданные самим Гитлером.

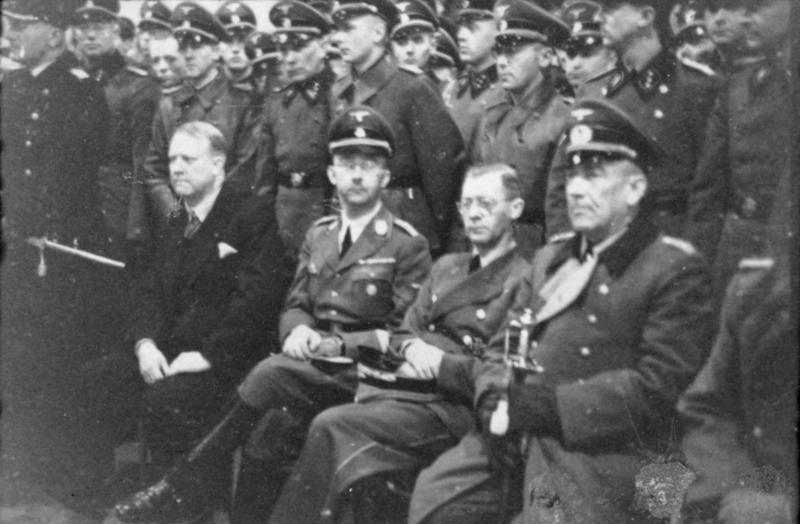
Йозеф Тербовен (второй справа) с Видкуном Квислингом, Генрихом Гиммлером и Николаусом фон Фалькенхорстом

Тербовен имел контроль только над гражданской администрацией Германии, которая была очень маленькой и не управляла Норвегией напрямую. Повседневными государственными делами управлял существующий Норвежский административный совет из семи членов, который был создан Верховным судом Норвегии после того, как король и кабинет бежали в изгнание. 25 сентября 1940 года Тербовен распустил Административный совет и назначил Временный государственный совет из тринадцати членов для управления делами. Все члены были назначенцами, подобранными Тербовеном лично, и работали под его контролем и надзором. Воззвание было опубликовано свержения короля Хокона VII, запрещающего правительству в изгнании, распустить Стортинг и о запрещении всех политических партий, кроме партии Видкуна Квислинга, Национальное единение. Таким образом, Тербовен оставался верховным правителем Норвегии до окончания войны в 1945 году, даже после того, как он разрешил формирование норвежского марионеточного режима 1 февраля 1942 года при Квислинге в качестве министра-президента, так называемого правительства Квислинга.
Тербовен также не имел власти над 400 000 регулярными силами немецкой армии, дислоцированными в Норвегии и находившимися под командованием Николауса фон Фалькенхорста, но он командовал личным отрядом численностью около 6000 человек, из которых 800 были частью тайной полиции. В отличие от вооруженных сил под командованием Фалькенхорста, которые стремились достичь взаимопонимания с норвежским народом и по приказу Фалькенхорста вежливо обращались с норвежцами, Тербовен вел себя мелочно и безжалостно, и его не любили не только норвежцы, но и многие немцы. Геббельс, рейхсминистр пропаганды, выразил раздражение в своих замечаниях по поводу того, что он назвал «тактикой травли» Тербовена против норвежцев, поскольку они настраивали население против немцев. Отношения Тербовена с командующим армией были напряженными, но его отношения с высшим руководством СС и полиции, Вильгельмом Редиссом, были очень хорошими, и он сотрудничал, предоставляя сотрудникам Редисса полную свободу действий в их политике репрессий.

## Репрессии
Тербовен основал несколько концентрационных лагерей в Норвегии, включая концентрационный лагерь Фальстад близ Левангера и концентрационный лагерь Бредтвет в Осло в конце 1941 года. В одном из этих лагерей 18 июля 1942 года произошла резня в Бейсфьорде, убийство сотен югославских политических заключенных и военнопленных немецкими и норвежскими охранниками концентрационных лагерей. Около 288 заключенных были расстреляны, а многие другие сгорели заживо, когда подожгли бараки. Тербовен приказал устроить резню несколькими днями ранее. В июле 1942 года по крайней мере один немецкий охранник, прикомандированный к лагерю для военнопленных Корген, был убит. В ответ на это, комендант лагеря приказал расстрелять 39 заключенных в Коргене и 20 в Осене. В последующие дни Тербовен также отдал приказ о возмездии, и около 400 заключенных были расстреляны в различных лагерях.
С 1941 года Тербовен все больше сосредотачивался на подавлении норвежского движения сопротивления, которое участвовало в актах саботажа и убийств немцев. 17 сентября Тербовен постановил, что специальные трибуналы СС и полиции будут обладать юрисдикцией в отношении норвежских граждан, нарушивших его указы. Это были упрощенные процедуры, при которых обвиняемым не обеспечивали никакой адекватной защиты. Судебные процессы не были открыты для публики, и материалы не публиковались. Приговоры были приведены в исполнение вскоре после их вынесения без права апелляции. По оценкам, около 150 человек были приговорены этими трибуналами к смертной казни. Ещё многие были приговорены к длительным срокам каторжных работ.

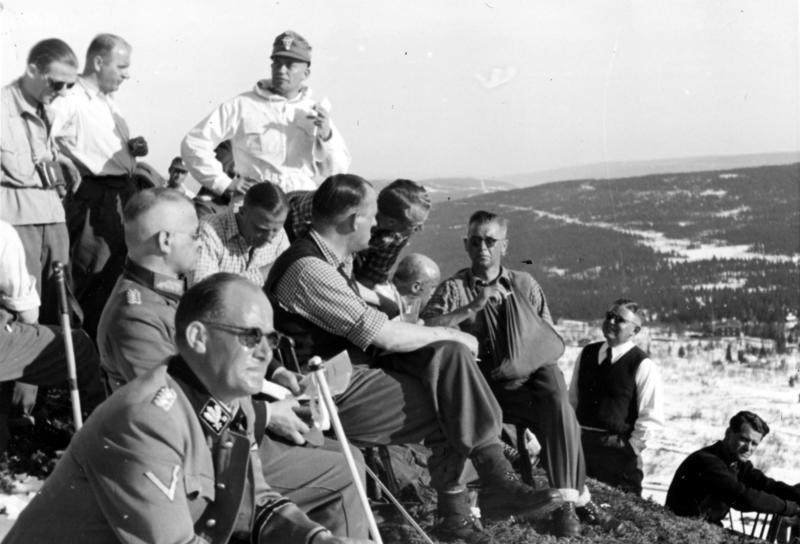
Тербовен (c рукой на перевязи) с немецкими офицерами в Норвегии в 1942 году. На переднем плане слева Вильгельм Редис.

26 апреля 1942 года нацисты узнали, что двух участников сопротивления приютили жители Телавага, небольшой рыбацкой деревушки. Когда гестапо прибыло, произошел обмен выстрелами, и два агента гестапо были убиты. Тербовен был возмущен и 30 апреля лично возглавил карательный рейд, который был быстрым и жестоким. Все здания были сожжены дотла, все лодки потоплены или конфискованы, а весь скот угнан. Все мужчины в деревне были либо казнены, либо отправлены в концентрационный лагерь Заксенхаузен в Германии. Из 72 человек, депортированных из Телавага, 31 был убит в плену. Женщины и дети были заключены в тюрьму на два года. Ещё 18 норвежских заключенных, не имеющих отношения к Телавагу, которые содержались в лагере для интернированных в Трандуме, также были казнены в качестве репрессалии. В другом инциденте, расстреле двух немецких полицейских 6 сентября 1942 года, Тербовен лично объявил военное положение в Тронхейме с 5 по 12 октября 1942 года. Он ввел комендантский час с 8:00 до 17:00 и запретил все газеты, общественные собрания и железнодорожный транспорт. По приказу Тербовена в отместку были казнены десять видных граждан, а их имущество конфисковано. Кроме того, Тербовен учредил специальный внесудебный трибунал для суда над норвежцами, которых считают «враждебными государству». В течение следующих трех дней ещё 24 человека были преданы суду и казнены.
Несмотря на небольшое количество евреев в населении Норвегии (около 1800 человек), Тербовен безжалостно преследовал их. Около 930 человек сумели сбежать в соседнюю Швецию, но около 770 были схвачены и депортированы в Германию. Основная депортация произошла 26 ноября 1942 года, когда 532 еврея были отправлены в Штеттин на борту корабля СС «Донау». Оттуда их перевезли в концентрационный лагерь Освенцим, и только 9 пережили войну. 25 февраля 1943 года ещё 158 человек были аналогичным образом депортированы с борта MS «Готенланд», и только шестеро выжили.

## Последние месяцы войны
25 сентября 1944 года Тербовен в качестве гауляйтера Эссена был назначен командующим подразделениями фольксштурма в подчиненном ему гау. На самом деле эти обязанности исполнял его заместитель, Фриц Шлессманн, поскольку он исполнял обязанности гауляйтера Эссена во время отсутствия Тербовена с 1940 года. В октябре 1944 года, в ответ на продвижение Красной армии в регион Финнмарк на севере Норвегии, Тербовен ввел тактику выжженной земли, которая привела к принудительной эвакуации 50 000 норвежцев и широкомасштабным разрушениям, включая сожжение 10 000 домов; 4700 ферм; и сотен школ, церквей, магазинов и промышленных зданий.
Когда ход войны повернулся против Германии, личным стремлением Тербовена было организовать оборону «Крепости Норвегия» для последнего оплота нацистского режима. Однако после самоубийства Гитлера его преемник, гроссадмирал Карл Дениц, вызвал Тербовена в свою штаб-квартиру во Фленсбурге 3 мая 1945 года и приказал ему сотрудничать в прекращении военных действий. Тербовен выразил желание продолжить борьбу. Следовательно, 7 мая Дениц уволил Тербовена с поста рейхскомиссара и передал его полномочия генералу горнострелковых войск Францу Беме.

## Смерть
После объявления о капитуляции Германии 8 мая 1945 года Тербовен совершил самоубийство, взорвав 50 килограммов динамита в бункере на территории Скаугума. Считается, что его останки похоронены где-то поблизости в безымянной могиле. Он умер рядом с телом обергруппенфюрера Редисса, который застрелился ранее. Семья Тербовена выжила в Западной Германии, хотя его дочь Инга во время события 1964 года, не связанного с историей её отца, убила свою двухлетнюю дочь путем удушения. Жена Тербовена, Ильзе, умерла в 1972 году.

## Награды
- Железный крест 2-го класса
- Железный крест 1-го класса
- Золотой партийный знак НСДАП (1935)